# Drawn to Life
Drawn to Life è un videogioco d'avventura a piattaforme sviluppato dalla 5th Cell per Nintendo DS e pubblicato da THQ nel 2007.
Il suo seguito, Drawn to Life: II Capitolo Successivo, è uscito nel 2009 per Nintendo DS e Wii. Nel 2008 è stato pubblicato uno spin-off del titolo, Drawn to Life: SpongeBob SquarePants Edition, dedicato a SpongeBob.

## Trama
Nel villaggio dei Raposa Mari, la figlia del sindaco, invoca l'aiuto del Creatore per spazzare via le tenebre portate dal malvagio Wilfre. Il Creatore salva il villaggio recuperando il Libro della Vita tramite un eroe creato da un manichino.

## Colonna sonora
Drawn to Life ha oltre 40 tracce che possono essere ottenute nello shop del gioco usando rapo-monete. Il gioco include anche una canzone per il finale; The End, composta e cantata da David J. Franco (designer della musica e del suono del gioco) insieme a Hayley Chipman.